# Polyipnus meteori
Polyipnus meteori är en fiskart som beskrevs av Kotthaus, 1967. Polyipnus meteori ingår i släktet Polyipnus och familjen pärlemorfiskar. Inga underarter finns listade i Catalogue of Life.